# 2002 en Italie
Chronologie de l'Italie
- 1998
- 1999
- 2000
- 2001
- 2002
- 2003
- 2004
- 2005
- 2006

2000 par pays en Europe - 2001 par pays en Europe - 2002 par pays en Europe - 2003 par pays en Europe - 2004 par pays en Europe
2000 en Europe - 2001 en Europe - 2002 en Europe - 2003 en Europe - 2004 en Europe

## Événements

### Janvier 2002
- x

### Février 2002
- Jeudi 7 février  : début de l'Affaire Luca qui aura un grand retentissement en Italie plusieurs années après.

### Mars 2002
- x

### Avril 2002
- x

### Mai 2002
- x

### Juin 2002
- x

### Juillet 2002
- x

### Août 2002
- x

### Septembre 2002
- x

### Octobre 2002
- x

### Novembre 2002
- x

### Décembre 2002
- x

## Culture

### Cinéma

#### Films italiens sortis en 2002
- 19 avril : Le Sourire de ma mère (L'ora di religione: il sorriso di mia madre), film de Marco Bellocchio.
- 22 mai : Respiro, film d'Emanuele Crialese.
- 30 octobre : Angela, film de Roberta Torre.

#### Autres films sortis en Italie en 2002
- x

#### Mostra de Venise
- Lion d'or d'honneur : Dino Risi
- Lion d'or : The Magdalene Sisters de Peter Mullan
- Coupe Volpi pour la meilleure interprétation féminine : Julianne Moore pour Loin du paradis (Far from Heaven) de Todd Haynes
- Coupe Volpi pour la meilleure interprétation masculine : Stefano Accorsi pour Un viaggio chiamato amore de Michele Placido

### Littérature

#### Livres parus en 2002
- La mente colorata, de Pietro Citati ;

#### Prix et récompenses
- Prix Strega : Margaret Mazzantini, Non ti muovere (Mondadori)
- Prix Bagutta : Roberto Calasso, La letteratura e gli dei, (Adelphi) et Giorgio Orelli, Il collo dell'anitra, (Garzanti)
- Prix Campiello : Franco Scaglia, Il custode dell'acqua
- Prix Napoli : Dido Sacchettoni, Non ti alzerai dalla neve (Aragno)
- Prix Stresa : Diego Marani - L'ultimo dei Vostiachi, (Bompiani)
- Prix Viareggio :
  - Roman : Jaeggy Fleur, Proletarka
  - Essai : Alfonso Berardinelli,
  - Poésie : Iolanda Insana, La stortura

## Décès en 2002
- 6 décembre : Antonino Caponnetto, 82 ans magistrat ayant dirigé dirigé le Pool antimafia  de 1984 à 1990. (° 5 septembre 1920)

#### L'année sportive 2002 en Italie
- Championnats du monde de descente (canoë-kayak) 2002
- Championnats d'Europe de cyclisme sur route 2002
- Championnat d'Italie de football 2001-2002
- Championnat d'Italie de football 2002-2003
- Supercoupe d'Italie de football 2002
- Championnat d'Italie de rugby à XV 2001-2002
- Championnat d'Italie de rugby à XV 2002-2003
- Grand Prix automobile d'Italie 2002
- Milan-San Remo 2002
- Tour d'Italie 2002
- Masters de Rome 2002

#### L'année 2002 dans le reste du monde
- 2002 par pays en Afrique
- 2002 par pays en Amérique, 2002 aux États-Unis, 2002 au Canada
- 2002 par pays en Asie
- 2002 par pays en Europe, 2002 en France, 2002 en Suisse
- 2002 par pays en Océanie
- 2002 par pays au Proche-Orient
- 2002 aux Nations unies